# Евреи-игбо
Евреи-игбо — небольшая часть нигерийской народности игбо, претендующая на еврейские корни и исповедующая иудаизм. Евреи-игбо считают себя потомками североафриканских (возможно, египетских, либо ливийских) евреев, переселившихся на запад Африки. Предания евреев-игбо гласят, что это переселение произошло около 1500 лет назад.
Некоторые источники отождествляют евреев-игбо с потомками трёх потерянных колен Израилевых — Гада, Завулона и Манассии.
Община евреев-игбо имеет 26 синагог и поддерживает контакты с еврейскими организациями в других странах (в том числе в США и Израиле) и получает от них материальную поддержку.